# Freundschaftsgesellschaft DDR-Belgien
Die Gesellschaft DDR-Belgien wurde am 6. Juni 1964 in Berlin als Deutsch-Belgische Gesellschaft in der DDR gegründet. Sie gehörte der Dachorganisation Liga für Völkerfreundschaft an.

## Gründung
Anlässlich der Gründung fand eine Festveranstaltung statt, auf der der Präsident der neugegründeten Gesellschaft, Nathan Notowicz, und der Vertreter der Vereinigung Belgien-DDR, der kommunistische Abgeordnete und ehemalige Widerstandskämpfer Willy Frère, Ansprachen hielten.

## Funktion
Die Gesellschaft DDR-Belgien sollte die kulturellen und wissenschaftlichen Beziehungen zwischen der DDR und Belgien fördern und zu einem besseren Verständnis zwischen den beiden Staaten beitragen. Die auswärtige Kulturpolitik war jedoch insbesondere für die DDR auch ein Mittel, um die diplomatische Isolierung – hervorgerufen durch die Hallstein-Doktrin – zu durchbrechen. Die Gesellschaft DDR-Belgien sollte unter der belgischen Bevölkerung für die internationale Anerkennung und völkerrechtliche Souveränität der DDR werben.

## Die PartnergesellschaftVereinigung Belgien-DDR
Ihr belgisches Pendant, die Vereinigung Belgien-DDR (französisch Association Belgique-RDA; flämisch Vereniging België-DDR), wurde am 23. Februar 1963 gegründet und hatte ihren Sitz in Brüssel. Sie war aus dem Kulturkomitee Belgien-DDR mit Sitz in Brügge hervorgegangen, das bereits 1958 gegründet worden war. Erster Präsident der Vereinigung war der sozialistische Genter Germanistikprofessor Willem Pée, langjährige Generalsekretärin der Vereinigung war die Kommunistin Christiane Braet-Delrue.
Die Vereinigung Belgien-DDR organisierte in Zusammenarbeit mit der Deutsch-Belgischen Gesellschaft in der DDR zahlreichen Sprachkurse, Ausstellungen, Filmvorführungen und Konferenzen sowie Besuche der DDR insbesondere für Journalisten und Politiker.
Die Vereinigung Belgien-DDR forderte die belgische Regierung bereits vor 1972 mehrfach auf, diplomatische Beziehungen zur DDR aufzunehmen.

## Präsidenten der Gesellschaft DDR-Belgien
- Nathan Notowicz (1964–1968)
- Julius Balkow (1968–1973)
- Fritz Rösel (1973–1981)
- Kurt Fichtner (1981–1988)
- Heinz Hoffmann (1989–1990)